# Tireu
Tireu – wieś w Rumunii, w okręgu Marusza, w gminie Ibănești. W 2011 roku liczyła 491 mieszkańców.